# Le Rêve du démiurge

Le Rêve du démiurge est un cycle de romans écrits par Francis Berthelot, parus à partir de 1994, « une fresque sur l’Europe des années 1950 à 2000 ».

## Genre littéraire
Les deux premiers volumes appartiennent à la littérature générale, mais contiennent déjà « un fantastique au départ assez diffus et ambigu », et le cycle progresse en direction du fantastique, à partir de Mélusath où se produit un événement surnaturel. L'auteur parle à propos des romans suivants de « merveilleux noir » : « le réalisme du début s’est assez vite teinté d’éléments magiques, pour basculer dans le « merveilleux noir » où se situent les romans actuels ». Plusieurs romans du cycle mettent en scène des fantômes, comme Hadès Palace ou Le Petit Cabaret des morts.
Les romans contiennent aussi des allusions à la mythologie grecque, au théâtre de Shakespeare ou à la Divine Comédie de Dante.

## Liens entre les personnages
Un critique remarque que « les romans du Rêve du démiurge ne s’inscrivent pas dans la suite directe les uns des autres et peuvent être lus de façon indépendante ». Ce sont les personnages récurrents qui apportent une unité au cycle.
L'Ombre d'un soldat met en scène Olivier, fils d'une femme tondue à la Libération. Il est victime des brimades de Laurent, qui plus tard fonde une secte et dont le fils, Kantor, est un des personnages centraux de Nuit de colère et de Carnaval sans roi. Olivier réapparaît dans Mélusath ainsi que Muriel, sœur de Laurent, devenue comédienne au théâtre du Dragon.
Le Jongleur interrompu introduit le cirque Algeiba, dirigé par Franck et Barbe Algeiba. Leur neveu, Constantin, jongleur vedette du cirque, est le personnage qui donne son titre au roman. Franck et Barbe ont quatre petits enfants : d'une part Ivan (héros du Jeu du cormoran) et son frère Maxime (héros de Hadès Palace), qui se retrouvent dans Le Petit Cabaret des morts ; d'autre part leurs cousins Romain et Yorenn, dont l'histoire est racontée dans Le Petit Cabaret des morts puis dans Carnaval sans roi.
Des personnages secondaires nouent des liens entre les deux groupes de personnages, comme Lily-Rhum, présente dans Le Jongleur interrompu et Mélusath, ou Tom Boulon, qui apparaît dans Mélusath et dans Le Jeu du cormoran.

## Parution
Les deux premiers romans sont parus aux éditions Denoël, mais les deux suivants sont édités chez Fayard. C'est Flammarion qui décide de publier Nuit de colère, dans la collection Imagine. Les éditions du Bélial' font paraître les deux tomes suivants. Le huitième tome est publié en version papier chez Rivière Blanche, et en version numérique au Bélial. Le neuvième tome est publié en coédition par Dystopia et Le Bélial'.
Le cycle complet se compose de neuf romans. Sa réédition en trois gros volumes a été assurée par Dystopia et Le Bélial' en 2015-2017.

## Volumes
1. L'Ombre d'un soldat, éditions Denoël, 1994
2. Le Jongleur interrompu, Denoël, 1996
3. Mélusath, éditions Fayard, 1999
4. Le Jeu du cormoran, Fayard, 2001
5. Nuit de colère, Flammarion, 2003
6. Hadès Palace, Le Bélial', 2005
7. Le Petit Cabaret des morts, Le Bélial', 2008
8. Carnaval sans roi, Rivière Blanche, 2011
9. Abîme du rêve, Dystopia / Le Bélial', 2015

## Récompenses
- Prix Masterton du meilleur roman français pour Nuit de colère en 2004.